# Панґолін індійський
Панґолін індійський (Manis crassicaudata) — вид панголінів. Поширення: Бангладеш, Індія, східний Пакистан, Шрі-Ланка. Є повідомлення про проживання цього виду в тропічних лісах, відкритих місцевостях, луках і на додачу в безпосередній близькості від сіл. Висота проживання від низовин до 1100 м над рівнем моря. Діапазон поширення збігається з діапазоном поширення термітів і мурах, які є їх основним джерелом їжі.

## Морфологія
Морфометрія. Довжина голови й тіла: 450—750 мм, довжина хвоста: 330—460 мм, вага: 4.7–9.5 кг.
Опис. M. crassicaudata є середній ссавець, з обтічним довгастим тілом і хвостом вкритими великими лусками, що перекриваються. Через свою виняткову дієту, він має багато анатомічних пристосувань, пов'язаних із захопленням і поїданням мурах і термітів. Голова невелика і конічна, з маленькими очима, захищеними товстими повіками. М. crassicaudata має чітко визначені, але невеликі, вушні раковини. Хвіст довгий, товстий, закруглений на дорсальній поверхні і плоский на черевній поверхні, м'язистий і чіпкий. Передні лапи потужні та мають міцні кігті. Три центральні передні кігті збільшені й видовжені й використовуються для розривання гнізд мурах і термітів і для риття нір. Задні ноги короткі та товсті і мають короткі кігті. Всі кінцівки мають п'ять пазуристих пальців. M. crassicaudata має анальні залози, що містять «смердючу» жовтувату рідину, яка використовується як захист. Одна 4.7 кг самиця мала 30.5 см язик і обхват хвоста при основі теж 30.5 см. Найбільші з жовто-сірого кольору лусок були 7 см завдовжки і 5 см завширшки.
Луски, що покривають M. crassicaudata зроблені із сплавленого волосся, беруть початок із товстої шкіри і продовжують рости від основи протягом усього життя. Це компенсує зношування на зовнішньому краї. Вони жовто-коричневого або жовто-сірого кольору. Луски вкривають всю поверхню, крім подушечок лап, нижнього боку голови і тулуба і внутрішніх поверхонь кінцівок. Ці поверхні вкриті рідкими білими або сірими волосками. M. crassicaudata має 15–18 рядів лусок на тулубі. Ряди лусок на передніх лапах горизонтальні і на задніх лапах вертикальні щодо землі. Вздовж боків хвоста є 14–16 видовжених, гострих лусок, які можуть заподіяти шкоду комусь, хто намагається схопити хвіст. Шкіра і луска становлять від 1/4 до 1/3 від їх загальної маси тіла. Луски дають малу ізоляцію чи захист від зовнішніх паразитів. Проте, вони не потребують догляду, стримують хижаків і захищають шкіру від подряпин підліском або гострими каменями вздовж стіни нори. Оборонною тактикою є скручування в щільну кулю, виставляючи тільки свої луски хижакам.
M. crassicaudata є беззубим. Перетравлювання всякої їжі відбувається в шлунку, яка складається з двох камер. Перша камера становить близько 4/5 від загального розміру, тонкостінна і функціонує як камера зберігання. Друга, менша камера має товсті м'язові стінки з великою кількістю зморшок на внутрішній поверхні. Поблизу верхньої частини пилоруса (придверника) є груба, жорстка сферична тканинна маса, яка перемелює або перетравлює їжу, коли вона проходить через пилорус у кишку.
М. crassicaudata має 7 шийних, 15 грудних, 6 поперекових, 3 крижових і 26 хвостових, загалом 57 хребців. Самиці мають дві грудні молочні залози.

## Поведінка й відтворення
Як правило, це нічні й поодинокі тварини, за винятком шлюбного сезону, коли дорослі самці й самиці займають одні й ті ж нори. Вид в основному наземний, але в деяких місцях проживання, де є дерева, вони використовують свій чіпкий хвіст і кігті, щоб лазити по деревах. Живуть у норах, часто під великими каменями, а вхід у нору часто прикритий брудом. М. crassicaudata п'ють, коли вода є, проте, ті, що живуть в пустелях існують без води протягом тривалого часу. Глибина нори змінюється в залежності від типу ґрунту, від 2 м у скельних ґрунтах до 6 м в пухких ґрунтах. М. crassicaudata ходить на чотирьох лапах, зі спиною в формі арки, а тулуб і хвіст розміщені паралельно над землею, але часто стоїть на задніх лапах з піднятою головою, щоб оглядати околиці. Коли потривожити видає гучний шиплячий звук. Має поганий зір і слух, але й відмінний нюх. Шукаючи їжу, індійський панґолін спирається на запах, нюхаючи ґрунті постійно при пошуках найкращого місця, щоб копатися в гніздах мурашок або термітів. Він продовжує нюхати ґрунт при ритті, розробляючи маршрут розкопок за запахом.

## Життєвий цикл
Самиці зазвичай народжують одне маля після вагітності довжиною 65–70 днів. Тривалість життя в дикій природі невідома. Один екземпляр M. crassicaudata жив у неволі близько 20 років. Малюки народжуються з відкритими очима, їх луски м'які й між лусками немає сірого волосся; вони можуть повзати відразу. Матері їх носять на основі хвоста. Коли матір потурбувати, вона скручується в сферу навколо свого дитя.

## Загрози та охорона
Основною загрозою для виду є полювання заради м'яса й для лікарського використання. Присутній на багатьох природоохоронних територіях. Полювання на вид заборонене в Шрі-Ланці.